# Bohuslav Všetička

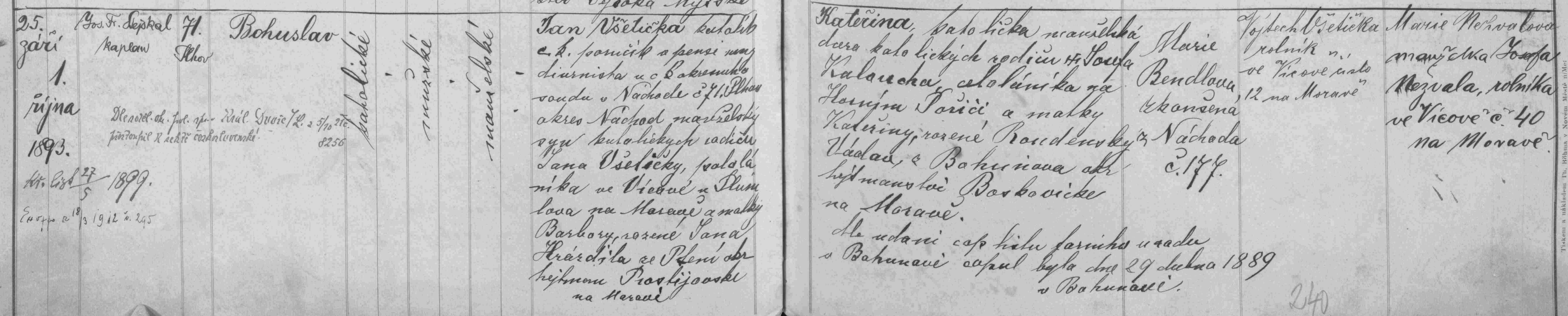
Matriční zápis o narození Bohuslava Všetičky (matrika N 1889-1895 Náchod a předměstí (SOA Zámrsk))

Divizní generál Ing. Bohuslav Dimitrij Všetička (25. září 1893, Náchod – 19. srpna 1942, Plötzensee) byl československý generál, legionář, a čelný představitel Obrany národa.

## Životopis
V letech 1. světové války sloužil jako důstojník v československých legiích v Rusku; v letech 1919 až 1920 vykonával jako plukovník funkci náčelníka štábu československého vojska na Rusi; v ČSR zastával od roku 1920 velitelské funkce u dělostřelectva. V letech 1932 až 1937 byl zemským velitelem dělostřelectva v Brně a 1937 až 1939 velitelem divize v Trenčíně.
V březnu 1939, hned od začátku německé okupace, se stal členem vojenské odbojové organizace Obrana národa, kde přijal funkci velitele Zemského vojenského velitelství Morava. Tato odbojová organizace vyvíjela značnou aktivitu v boji proti německým okupantům a proto se brzy dostala do hledáčku jejich tajné policie.
Při první velké zatýkací akci gestapa proti příslušníkům Obrany národa v druhé polovině roku 1939 se gen. Všetičkovi podařilo uniknout a odejít do Prahy, kde se skrýval. V únoru 1940 se však vrátil do Brna, kde byl 29. 2. zatčen. V červnu roku 1940 byl z Brna převezen spolu s dalšími zatčenými důstojníky do věznice ve Vratislavi a odtud do Berlína. Zde byl nejprve držen ve věznici Alt-Moabit a nakonec ve věznici Plötzensee, kde jeho život skončil dne 19. 8. 1942 na popravišti.
V roce 2002 vyšla v edici "Brněnský legionář" publikace "Bohuslav Všetička, zapomenutý generál", kterou ve spolupráci s jeho manželkou, paní Miladou Všetičkovou sestavil Miloslav Alexej Fryščok. Publikace byla uvedena za mimořádné účasti veřejnosti a důstojnou kulisou bylo profesionální uvedení předmluvy v podání předního herce pana Ladislava Lakomého.

## Vyznamenání
- Československý válečný kříž 1914–1918
- Československý válečný kříž 1939 (i. m.)
- Československý řád Sokol s meči
- Československá revoluční medaile
- Československá medaile Vítězství
- Řád čestné legie
- Croix de guerre 1914-1918 s palmou
- Řád za vynikající službu
- Řád sv. Anny II. stupně s meči
- Pamětní kříž 1916 - 1918[1]